# 基因组病
基因组病（genomic disorder）是指基因组DNA序列异常重组造成的邻接基因重排而引起的某些综合症，如DiGeorge综合征、 1A型进行性神经性腓骨肌萎缩症。
基因组病包含微缺失综合征和重复综合征（Duplication syndormes）。